# Енравота
Енравота — старший син князя Омуртага. Також називається Воїн (або з транскрипцією Боян). Був канонізований як св. мчк Боян-Енравота, князь Болгарії.
За охридським архієпископом Теофілактом Охридським в XI столітті Енравота потрапив під вплив полоненого візантійського єпископа Кінама і прийняв від нього християнське хрещення під ім'ям Боян. Через потяг до християнства його батько Омуртаг позбавив права на престол. Після смерті Омуртага на болгарський престол зійшов його третій син Маламир (другий син Звиниця, ймовірно, помер), у вірності якого «рідним богам» Омуртаг не сумнівався.

За словами Феофілакта, Енравота благав брата віддати йому полоненого Кинама, який сидів у в'язниці за наказом Омуртага за відмову зректися християнства. Не підозрюючи причини свого прохання, Маламир задовольнив його. Однак, дізнавшись, що Енравота став християнином за навіюванням Кінама, князь трактує це як зраду сімейним традиціям і потяг до давніх ворогів — ромеїв. Він викликає свого брата і наказує йому зректися нової віри. Після його категоричної відмови Енравота-Воїна за наказом князя страчується мечем. За житієм, перед відсіченням голови мученик вимовив слова, які лише через 3 десятиліття виявилися пророчими:
...Тази вяра, заради която сега аз умирам, ще се преумножи на българската земя, въпреки опитите ви да я възпрете чрез моята смърт. Кръстният знак ще бъде побит навсякъде, ще се въздигнат Божи храмове и чистите свещеници ще служат на чистия Бог, и жертвоготовно ще въздадат възхвала на жизнедаряващата Троица. Идолите, заедно с жреците и техните небогоугодни капища, ще се срутят и потънат в небитието, сякаш никога не са съществували. А единствен ти (Маламире), след много лета, ще погубиш безбожната си душа, не получавайки нищо заради жестокостта ти.
Після смерті він був проголошений мучеником. Насправді, під ім'ям мученика Боян-Енравота, він став першим святим болгарського походження в історії та агіології після святого Тервеля / Тривелія Феоктиста, який вперше згадується як святий лише у XVIII столітті. Відзначається 28 березня.
Льодовик Енравота, розташований на узбережжі архіпелагу Норденшельда в Греямі, Антарктида, названий на честь першого болгарського мученика св. Бояна-Енравота.